# 36. korpus (Kopenska vojska ZDA)
Za druge 36. korpuse glejte 36. korpus.
36. korpus (izvirno angleško XXXVI Corps) je bil korpus Kopenske vojske Združenih držav Amerike.